# Ityococcus milparinkae
Ityococcus milparinkae är en insektsart som beskrevs av Williams 1985. Ityococcus milparinkae ingår i släktet Ityococcus och familjen ullsköldlöss. Inga underarter finns listade i Catalogue of Life.